# Lyssomanes mandibulatus
Lyssomanes mandibulatus là một loài nhện trong họ Salticidae.
Loài này thuộc chi Lyssomanes. Lyssomanes mandibulatus được Frederick Octavius Pickard-Cambridge miêu tả năm 1900.